# Коралловый цвет
Кора́лловый — розово-оранжевый цвет или розовато-оранжевый, ассоциирующийся с цветом кораллов.

## История употребления термина
Первое зарегистрированное упоминание кораллового цвета на английском языке относится к 1513 году. В русском языке является одним из наиболее популярных цветообозначений, происходящих от названия драгоценных и поделочных камней, минералов. Название «коралловый» появляется в русском языке с конца XVIII в., и, как правило, характеризует предметы с естественной окраской.
В русском языке коралл впервые упоминается, по сообщению Срезневского, Борисом Годуновым (1589) (народное королёк). В настоящее время (начало XXI века) под коралловым может пониматься цвет от светло- до ярко-красного, при этом прототипом считается цвет кораллов. Термин используется в художественной литературе, обыкновенно при описании внешнего вида человека. Реже применяется при определении цвета предметов (косметика, одежда). В. Кульпина отмечает, что, несмотря на то, что украшения из природного коралла по-настоящему никогда не бывают ярко-красными, понимание прототипа в «русском языковом сознании» отдалилось от истинных физических качеств материала, гиперболизировав его цвет, вероятно, под влиянием его образа, сложившегося в художественном творчестве.

## Оттенки

### Кораллово-розовый
Первое зарегистрированное использование кораллово-розового в качестве названия цвета на английском языке относится к 1892 году.